# Municipio de Perry (condado de Hocking)
El municipio de Perry (en inglés: Perry Township) es un municipio ubicado en el condado de Hocking en el estado estadounidense de Ohio. En el año 2010 tenía una población de 2560 habitantes y una densidad poblacional de 23,47 personas por km².

## Geografía
El municipio de Perry se encuentra ubicado en las coordenadas 39°30′55″N 82°40′45″O / 39.51528, -82.67917. Según la Oficina del Censo de los Estados Unidos, el municipio tiene una superficie total de 109.07 km², de la cual 108.94 km² corresponden a tierra firme y (0.12%) 0.13 km² es agua.

## Demografía
Según el censo de 2010, había 2560 personas residiendo en el municipio de Perry. La densidad de población era de 23,47 hab./km². De los 2560 habitantes, el municipio de Perry estaba compuesto por el 97.77% blancos, el 0.12% eran afroamericanos, el 0.23% eran amerindios, el 0.23% eran asiáticos, el 0.08% eran isleños del Pacífico, el 0.27% eran de otras razas y el 1.29% pertenecían a dos o más razas. Del total de la población el 0.82% eran hispanos o latinos de cualquier raza.